# NGC 5680
NGC 5680 (другие обозначения — ZWG 19.68, PGC 52173) — галактика в созвездии Дева.
Этот объект входит в число перечисленных в оригинальной редакции «Нового общего каталога».